# Isak Jeremiassen
David Peter Isak Jeremiassen (16. února 1863, Kingittoq – 4. srpna 1920, Kingittoq) byl grónský lovec a zemský rada zasedající v první severogrónské zemské radě.

## Životopis
Isak Jeremiassen byl synem lovce Emanuela Nielse Hanse Jeremiassena (1831–?) a jeho manželky Pauline Rebekky Kirstine Christiansenové (1839–?). Od 22. července 1886 byl ženatý s Charlotte Deborou Karen Ane Frederiksenovou (1862–?). Dne 2. srpna 1903 se podruhé oženil s Bolette Inger Mariane Kaspersenovou (1881–?).
Byl lovcem. V letech 1911 až 1916 byl Isak Jeremiassen zvolen do nově vzniklé zemské rady Severního Grónska. Zemřel na zápal plic v roce 1920 ve věku 57 let.